# Bebidas de El Salvador
El conjunto de bebidas salvadoreñas forma parte de la gastronomía de El Salvador y comprende una gran variedad de refrescos, infusiones, licores y jugos que son característicos del país. En la oferta de bebidas nacionales se mezclan preparaciones tradicionales de origen prehispánico, como los atoles, con ingredientes introducidos desde Europa que han sido adaptados al entorno local, como el Café de El Salvador.

## Bebidas cotidianas

### Aguas frescas
Las aguas frescas son una familia de sencillas bebidas sin alcohol que se sirven durante las comidas en casa o en restaurantes de todo el país. Consisten básicamente en jugos de frutas recién exprimidas y diluidas en agua fría con azúcar. Se pueden encontrar en una amplia variedad de sabores: limón, melón, sandía, durazno, guayaba, ensalada, naranja, mango, así como otros vegetales que no son frutas, como las populares aguas de tamarindo y de jamaica (de flor de jamaica). El agua de horchata y la horchata de morro elaborada de semillas de morro junto con ajonjolí, maní, arroz y canela.
También son comunes las bebidas de cebada, preparadas con cebada tostada, azúcar y esencias aromáticas, y el fresco de chan, una bebida gelatinosa a base de semillas de chan (Salvia hispanica), muy popular en zonas rurales por su efecto refrescante. En las calles y mercados se pueden encontrar estas bebidas servidas en bolsas plásticas selladas con pajilla o en vasos reutilizables.

## Bebidas calientes

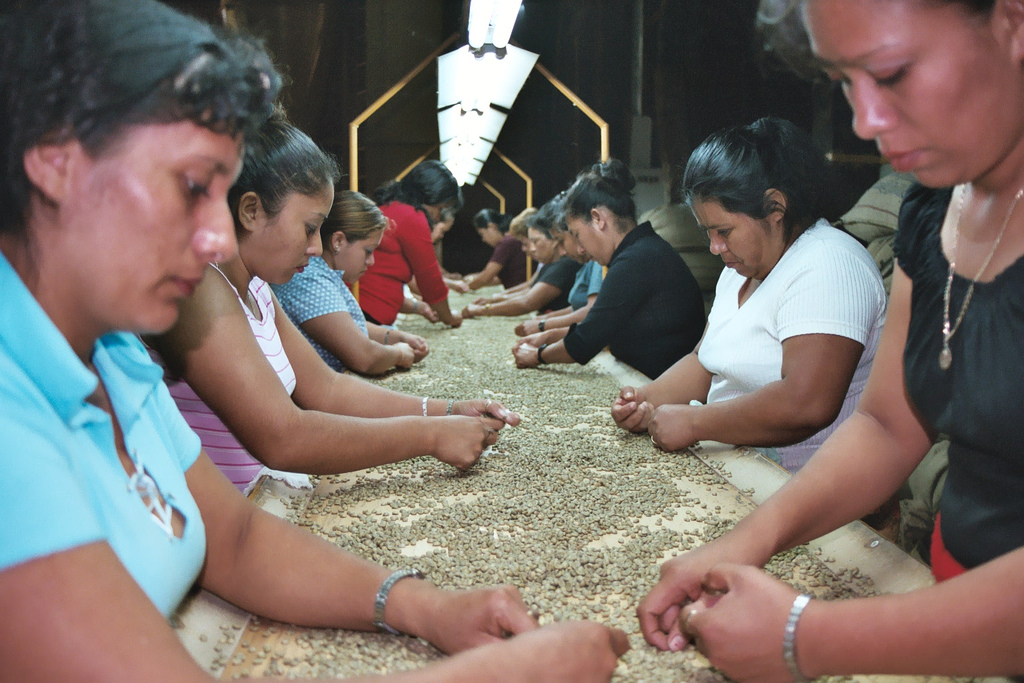
Procesamiento de café verde en El Salvador

### Café
Las bebidas calientes son parte importante del desayuno o la merienda, y muchas tienen raíces indígenas. El café es la bebida caliente más consumida en el país, siendo además uno de los principales productos agrícolas de exportación. Se toma tradicionalmente en su forma filtrada o hervida con canela, clavo y piloncillo (panela). 
En El Salvador, existe la costumbre de tomar café a media tarde, alrededor de las 4:00 p.m., acompañado de pan dulce o postres típicos. Esta tradición es tan arraigada que se ha convertido en una pausa esencial en la rutina diaria de los salvadoreños.

### Chocolate salvadoreño
Otra bebida tradicional es el chocolate caliente, preparado a partir de tablillas artesanales hechas con cacao tostado, azúcar y canela. Estas tablillas se disuelven en agua o leche caliente para obtener una bebida espesa y aromática, comúnmente acompañada de pan dulce o semitas. El chocolate en tablilla es una herencia indígena muy arraigada en la cultura salvadoreña, especialmente en departamentos como Sonsonate y Usulután.

### Atoles
El atol es una bebida caliente y espesa de origen prehispánico, hecha principalmente a base de maíz, aunque existen muchas variedades con diferentes ingredientes. Se consume tanto como desayuno como en meriendas vespertinas, especialmente en zonas rurales y en festividades religiosas y patronales.
Entre los más conocidos están:
- Atol de elote: Hecho con maíz tierno licuado, leche y canela.
- Atol de piñuela: Preparado con el corazón de la planta del mismo nombre.
- Atol de semilla de marañón: De consistencia cremosa y sabor dulce.
- Atol de maíz tostado: Con un característico sabor ahumado.
- Atol chuco: Hecho con maíz fermentado, servido con frijoles y chile.
- Chilate: Atol especiado con pimienta gorda, clavo de olor y canela, comúnmente acompañado con nuégados.

## Bebidas embotelladas
En el país también existen bebidas comerciales de producción nacional que han adquirido reconocimiento popular. La más conocida es Kolashanpan, una gaseosa de sabor dulce y color anaranjado que se ha convertido en un símbolo cultural salvadoreño. También destacan SalvaCola, una bebida tipo cola producida por Embotelladora La Cascada desde 1948, y otras bebidas como Tropical, que ofrecen sabores variados como uva, fresa y jengibre.

## Bebidas alcohólicas
Entre las bebidas alcohólicas tradicionales se encuentra el chaparro, un aguardiente artesanal elaborado a partir de la fermentación y destilación de caña de azúcar, maíz o panela. Su producción es casera y suele estar vinculada a contextos rurales, especialmente en el departamento de Chalatenango. También se consumen bebidas importadas como cervezas, vinos y licores, así como la cerveza Suprema, Pilsener y Regia, de fabricación local, consideradas las principales marcas nacionales.